# Кальехон, Хуанми
Хуанми Кальехон (исп. Juanmi Callejón; 11 февраля 1987, Мотриль, Испания) — испанский футболист, полузащитник клуба «Ориуэла». Брат-близнец игрока сборной Испании и итальянского клуба «Наполи» Хосе Кальехона.

## Карьера
Кальехон родился в Мотриле, Гранада. В сезоне 2005/06 он сыграл в 33 играх и забил восемь мячей за «Реал Мадрид» (Хувениль А), а в марте 2007 года он дебютировал в стартовом составе «Реала B», и завершил сезон во втором дивизионе с одной единственной заменой. Однако клуб в том сезоне вылетел в более низкий дивизион.
В сезоне 2007/08 Кальехон играл вместе с братом Хосе, поскольку «Реал B» теперь находился в третьем дивизионе. 11 августа 2008 года он подписал четырёхлетний контракт с «Мальоркой», совершив переход в то же трансферное окно, что и его брат-близнец, клуб с Балеарских островов получил 75 % прав на игрока. Он дебютировал в Ла-Лиге 25 сентября 2008 года в домашней победе над «Нумансией» со счетом 2:0. Тем не менее, это будет его единственным матчем в лиге во всей кампании.